# Worms-Pfeddersheim
Die einstige Reichsstadt Pfeddersheim [Aussprache ˈpfɛdɐs.haɪm, im Dialekt ˈpedɛʒm] ist seit 1969 ein Stadtteil von Worms und der größte der Stadtteile außerhalb der Kernstadt.

## Geografische Lage
Pfeddersheim liegt im rheinhessischen Pfrimmtal, am Nordhang des Flusses. Bis Anfang der 1960er Jahre durchfloss die Stadt ein von der Pfrimm abgeleiteter Mühlbach. Umgeben ist es von Weinbergen, auf denen überwiegend die Rieslingrebe angebaut wird. Den historischen Stadtkern umgibt eine mittelalterliche Stadtmauer, von der Wehrtürme in gut erhaltenem Zustand verblieben sind. Diese Ummauerung weist im Grundriss eine längsrechteckige Form auf. Die Stadtstruktur entwickelte sich in fränkischer Zeit.

## Name
Der Name wird von lateinisch Paternus villa hergeleitet, eine Bezeichnung, die in fränkischer Zeit mit dem Partikel „-heim“ ergänzt wurde.

## Geschichte

Plan des mittelalterlichen Ortskerns mit Stadtmauer, 1880er Jahre

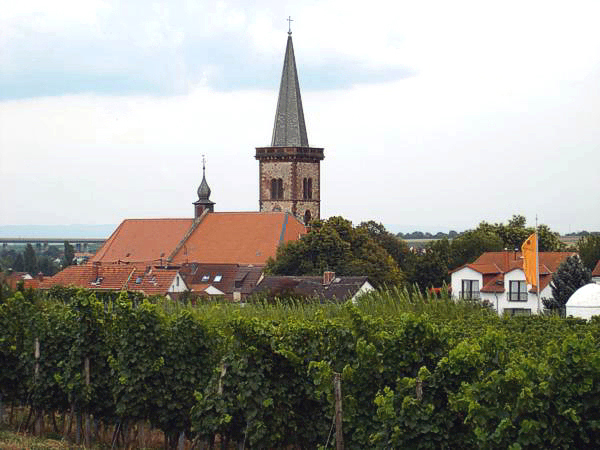
Pfeddersheim mit Simultankirche

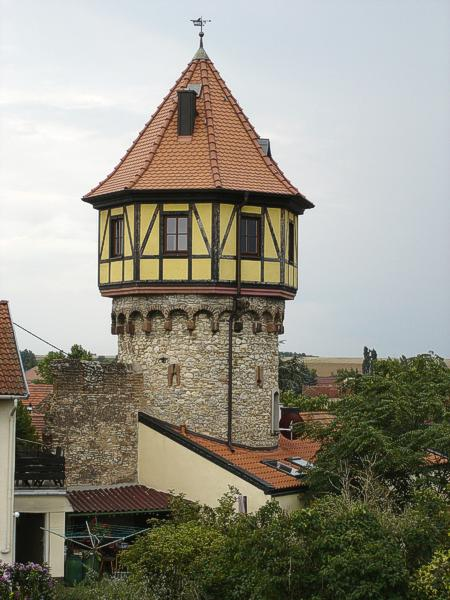
Wehrturm „Sprenger“ Pfeddersheim

### Vorgeschichte und Frühmittelalter
Archäologische Funde belegen eine Nutzung der Gemarkung seit mindestens dem Mittelpaläolithikum.
Ab dem 5. Jahrhundert gehörte Pfeddersheim zum Einflussbereich fränkischer Könige. Die älteste erhaltene Erwähnung von Pfeddersheim stammt aus einer Urkunde von 754, mit der Bischof Chrodegang von Metz der Abtei Gorze Güter verlieh, darunter

“…illam basilicam que est in Paterno villa constructa…”

„…die Kirche, die in Pfeddersheim erbaut ist…“

### Hochmittelalter
Seit dem 10. Jahrhundert bestand nördlich des Ortes das Benediktinerkloster St. Georgenberg als Filiale der Abtei Gorze. Es wurde in der Reformationszeit aufgegeben. Bauliche Spuren davon sind oberirdisch nicht mehr erhalten. Kirchlich gehörte Pfeddersheim zum Bistum Worms. Weltliche Herrschaftsrechte hatte zunächst der Bischof von Metz. Sie kamen 1166 in einem Tausch an die Herren von Bolanden. Mindestens zwischen 1251 und 1276 befand sich Pfeddersheim im Besitz der mit der Familie von Bolanden verwandten Herren von Hohenfels. Im 12. und 13. Jahrhundert entwickelte sich die Gemeinde zur Stadt.
Ab dem 13. Jahrhundert entstand die Stadtbefestigung, die um 1500 ihren Endausbau erreichte und in vielen Teilen heute noch erhalten ist.
Zwischen 1304 und 1308 erhielt Pfeddersheim von König Albrecht I. Stadtrechte und war spätestens seit dieser Zeit auch Reichsstadt. Aber bereits 1330 verpfändete Kaiser Ludwig IV. seine Rechte als Stadtherr an die Herren von Falkenstein. Die Pfandherren wechselten mehrfach bis 1465, als die Kurpfalz das Recht erwarb.
Am 1. März 1379 verlieh König Wenzel der Stadt das Marktrecht. 1381 trat Pfeddersheim als achte Stadt dem Rheinischen Städtebund bei, ebenfalls 1381 auch dem Schwäbischen Städtebund und ab dem gleichen Jahr ist ein Stadtsiegel bezeugt, das den thronenden König zeigt. 1384 bestätigte König Wenzel die Privilegien der Stadt. Im Rahmen des vom Rheinischen Städtebund geführten Städtekrieges fand 1388 die erste Schlacht von Pfeddersheim statt. 1412 wurden Satzungen der Zünfte aufgestellt und bestätigt, 1448 ein Gerichtsbuch angelegt.
Die zweite Schlacht bei Pfeddersheim gewann am 4. Juli 1460 im Fürstenkrieg Kurfürst Friedrich I. gegen das Heer des Herzogs von Pfalz-Zweibrücken und der mit diesem verbündeten Leininger Grafen.
Das Kloster Otterberg war im Ort begütert.

### Frühe Neuzeit
Die dritte Schlacht bei Pfeddersheim ereignete sich am 23./24. Juni 1525 im Zuge des deutschen Bauernkrieges. Bauern hatten die Stadt besetzt, die Stadtbürger sich mit den Bauern solidarisiert. Die Stadt wurde vom gegnerischen Militär eingekreist. Ein Ausfall misslang und 5.000 Bauern und Stadtbürger fanden in der Schlacht den Tod. Die Straße nach Mörstadt heißt seitdem „Bluthohl“. Gemeinsam mit Worms unterwarf die Stadt sich dem Kurfürsten Ludwig V. von der Pfalz.
In der Reformation wurden weite Gebiete von Rheinhessen evangelisch. 1557 fand in Pfeddersheim ein Religionsgespräch zwischen Evangelischen und Wiedertäufern statt.
Nach dem Dreißigjährigen Krieg (1618–1648) und der kompletten Zerstörung im anschließenden Pfälzischen Erbfolgekrieg 1689 blieb Pfeddersheim eine relativ kleine Gemeinde. Der Wiederaufbau dauerte bis ins 19. Jahrhundert. Als mit dem Westfälischen Frieden alle Reichspfandschaften in Eigentum ihrer Pfandgläubiger umgewandelt wurden, fiel Pfeddersheim endgültig an die Kurpfalz. Bis zum Ende des 18. Jahrhunderts gehörte Pfeddersheim zum kurpfälzischen Oberamt Alzey. Nach 1792 wurde die Region im Ersten Revolutionskrieg von französischen Truppen besetzt und nach dem Frieden von Campo Formio (1797) von Frankreich annektiert.

### Neuzeit
Von 1798 bis 1814 gehörte Pfeddersheim zu Frankreich, zunächst zur Französischen Republik, dann zum Ersten Französischen Kaiserreich. Hier war es in die französischen Strukturen eingebunden, gehörte zum Département Donnersberg, war Verwaltungssitz (chef-lieu) des Kantons Pfeddersheim, der 24 Gemeinden umfasste, des Friedensgerichts Pfeddersheim, der ersten Instanz der streitigen Gerichtsbarkeit, und eines Notariats.
Aufgrund der Vereinbarungen des Wiener Kongresses (1815) und einem mit Österreich und Preußen geschlossenen Staatsvertrag kam die Stadt 1816 zum Großherzogtum Hessen. Hier gehörte Pfeddersheim zu dessen neu eingerichteter Provinz Rheinhessen.

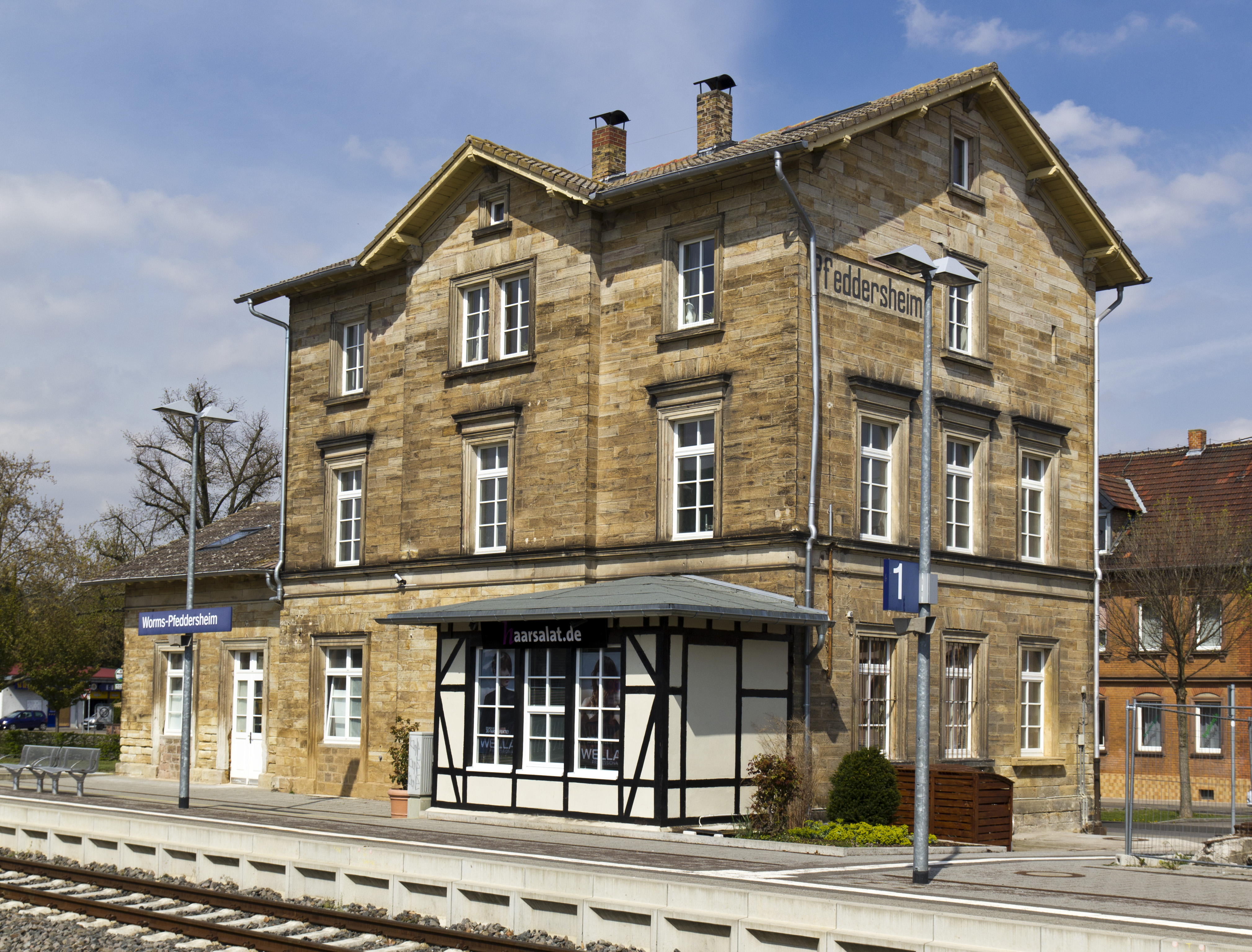
Empfangsgebäude des Bahnhofs Worms-Pfeddersheim

Im 19. Jahrhundert wurde das bis dahin landwirtschaftlich geprägte Städtchen zunehmend zum Arbeiterort. 1864 erhielt der Ort Anschluss an die Eisenbahn, als der erste Abschnitt der Bahnstrecke Worms–Bingen zwischen Worms und Monsheim in Betrieb ging.
1874 verlor Pfeddersheim seine Stadtrechte aufgrund der im Großherzogtum neu eingeführten Städteordnung. Eine Stadt musste danach mindestens 10.000 Einwohner haben. Die Einwohnerzahl von Pfeddersheim war dafür zu gering. Mit dem Gerichtsverfassungsgesetz von 1877 wurden Organisation und Bezeichnungen der Gerichte reichsweit vereinheitlicht. Zum 1. Oktober 1879 hob das Großherzogtum Hessen deshalb auch das Friedensgericht Pfeddersheim auf. Funktional ersetzt wurde es durch das Amtsgericht Pfeddersheim. 1933 war das Amtsgericht Pfeddersheim das zweitkleinste der 11 Amtsgerichte im Landgerichtsbezirk Mainz. Zum 1. Juni 1934 wurde es aufgelöst, wobei der Hauptteil seines Gerichtsbezirks an das Amtsgericht Worms fiel.
Nach dem Zweiten Weltkrieg wurde Pfeddersheim innerhalb der französischen Besatzungszone Teil des damals neu gebildeten Landes Rheinland-Pfalz und gehörte zum Landkreis Worms im Regierungsbezirk Rheinhessen. Es entwickelten sich östlich und westlich des historischen Ortes große Neubaugebiete. Zur 1200-Jahr-Feier 1954 wurde Pfeddersheim wieder Stadt, ging aber mit der Eingemeindung am 7. Juni 1969 in Worms auf. Eine Klage vor dem Koblenzer Verwaltungsgericht dagegen scheiterte.
1993 waren Familienstreitigkeiten in Pfeddersheim der Ausgangspunkt der „Wormser Prozesse“.

## Einwohnerentwicklung

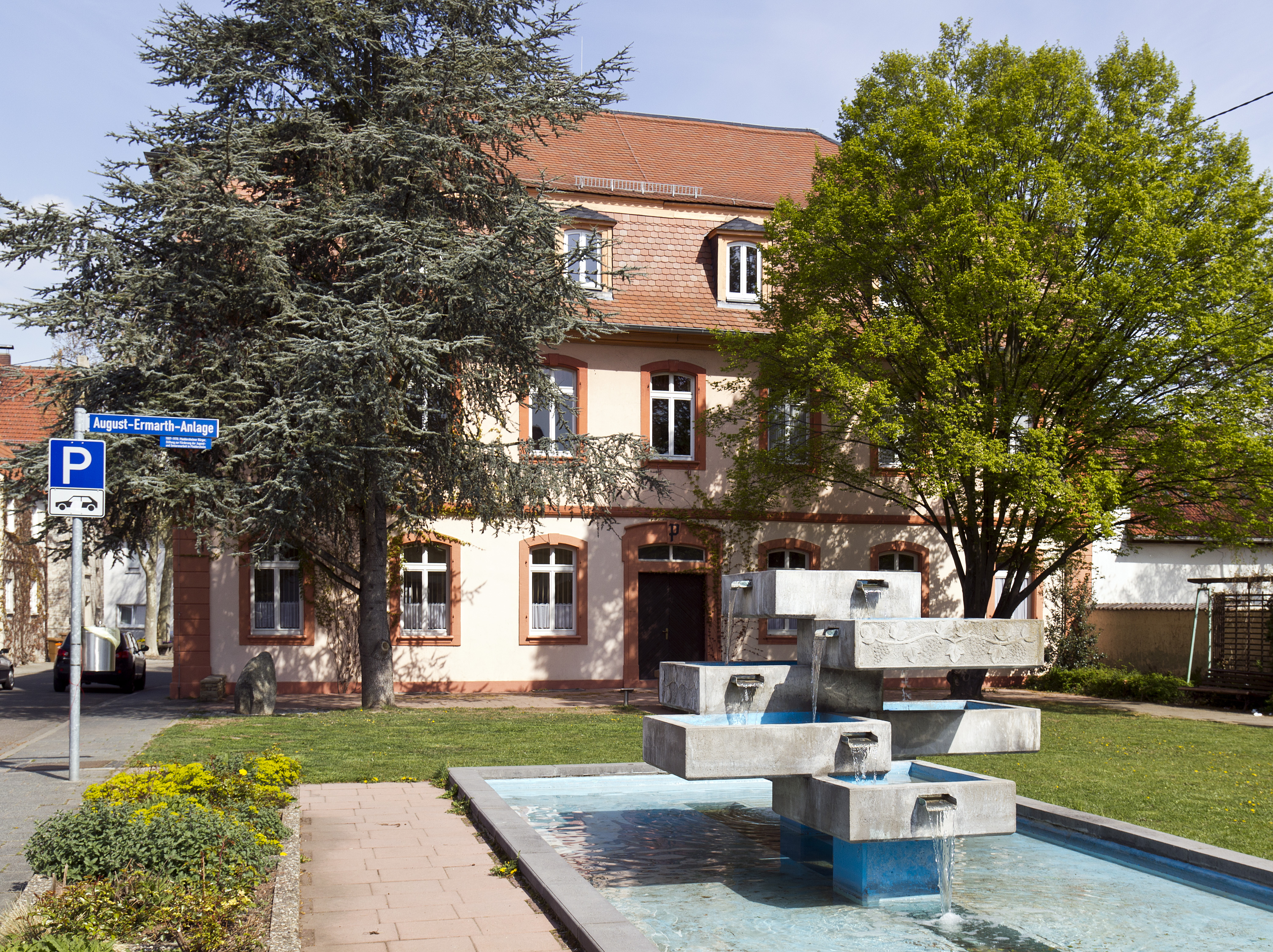
Rathaus

| Datum | Einwohner |
| ----- | --------- |
| 1925  | 3.423     |
| 1933  | 3.621     |
| 1939  | 3.664     |
| 1968  | 6.065     |
| 2012  | 6.913     |
| 2020  | 7.065     |
| 2022  | 7.261     |

## Politik

### Ortsbeirat
Der Stadtteil Worms-Pfeddersheim bildet einen Ortsbezirk. Dem Ortsbeirat gehören 15 Beiratsmitglieder an, den Vorsitz im Ortsbeirat führt der direkt gewählte Ortsvorsteher. Zur Zusammensetzung des Ortsbeirats siehe:

### Ortsvorsteher
Ortsvorsteher ist Jens Thill (SPD). Bei der Stichwahl am 16. Juni 2019 konnte er sich mit einem Stimmenanteil von 52,5 % durchsetzen, nachdem bei der Kommunalwahl am 26. Mai 2019 keiner der ursprünglich fünf Kandidaten die notwendige Mehrheit erreicht hatte. Auch bei der Kommunalwahl 2024 fiel die Entscheidung erst in der Stichwahl. Thill setzte sich am 23. Juni mit einem Stimmenanteil von 66,1 % durch, nachdem beim ersten Wahlgang am 9. Juni 2024 keiner der ursprünglich vier Bewerber eine ausreichende Mehrheit erzielt hatte.

## Sehenswürdigkeiten und Kultur
- Stadtbefestigung Pfeddersheim
- Seit der Reformation war Pfeddersheim überwiegend evangelisch. Die Simultankirche Worms-Pfeddersheim besteht aus zwei aneinander gebauten, im Wesentlichen nach der Zerstörung von 1689 errichteten Gebäudeteilen, einem römisch-katholischen und einem evangelischen (ursprünglich: reformierten).
- Synagoge Worms-Pfeddersheim
- Professor-Dr.-Bertlein-Schulmuseum

## Regelmäßige Veranstaltungen

### Pfeddersheimer Markt
Beim jährlich stattfindenden Pfeddersheimer Markt wird am Tag der Eröffnung (freitags) der „Pfeddersheimer Winzerborsch“ und seine Begleitdame, die Pfeddersheimer Marktfraa, gekrönt. Als „Krone“ erhält die Marktfraa einen Blumenkranz, der an den Kranz erinnert, den beim schwedischen Luciafest die heilige Lucia trägt. Den Winzerborsch erkennt man an seinem typisch traditionellen Winzerhemd sowie der traditionellen Winzerschürze.

## Sport und Vereine
Der Fußballverein TSG Pfeddersheim ist in der Region bekannt, seit er von 1992 bis 2000 in der Fußball-Oberliga Südwest spielte und 1996 nur knapp den Aufstieg in die Regionalliga West/Südwest verpasste.
In Worms-Pfeddersheim befindet sich ein öffentliches Freibad.

## Verkehr

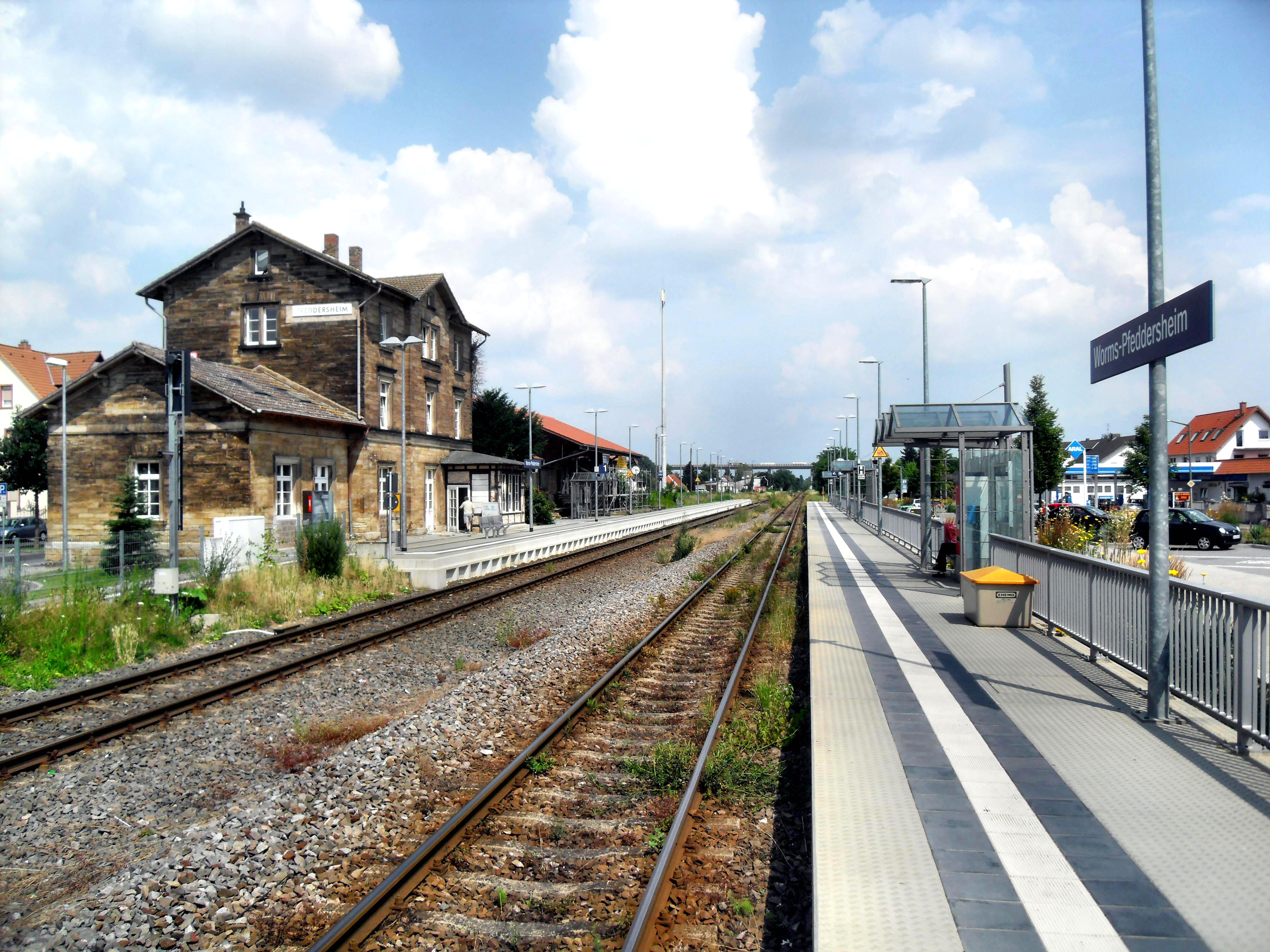
Bahnhof Pfeddersheim

Am Bahnhof Worms-Pfeddersheim halten stündlich, in den Hauptverkehrszeiten halbstündlich, Regionalbahnen auf der Rheinhessenbahn (Worms–Alzey–Bingen). Der Stadtteil ist außerdem über die Buslinie 405 in den Öffentlichen Nahverkehr der Stadt Worms eingebunden.
Worms-Pfeddersheim liegt an der B 47 sowie in unmittelbarer Nähe der Anschlussstelle Worms der A 61, die östlich von Pfeddersheim mit der Talbrücke Pfeddersheim das Tal der Pfrimm überspannt.

## Städtepartnerschaft
Pfeddersheim unterhält seit 1966 eine Städtepartnerschaft mit Nolay im Département Côte-d’Or.

## Persönlichkeiten
- Karl Mohr (1769–1842), Pfarrer, Abgeordneter der Zweiten Kammer der Landstände des Großherzogtums Hessen
- Ernst Christian Finger (1857–1945), Abgeordneter der Zweiten Kammer der Landstände des Großherzogtums Hessen und ab 1906 Bürgermeister von Pfeddersheim
- Friedrich Schweig (1874–1964), Mitglied des Provinziallandtages der Provinz Hessen-Nassau
- Philipp Brand (1878–1940), Dombauleiter
- Albert Cappel (1921–2018), Diplom-Meteorologe und Heute-Wettermoderator
- Jens Guth (* 1966), seit 2006 Abgeordneter des Landtags von Rheinland-Pfalz